# Gas Gas
La Gas Gas Motos è una casa motociclistica spagnola produttrice di moto da trial, enduro, cross, motard e quad.
La sua fama ha avuto inizio con la partecipazione ai campionati mondiali di trial, avendo avuto come piloti Jordi Tarrés (vincitore di 7 titoli mondiali), Marc Colomer e un altro campione del mondo indoor ed outdoor come Adam Raga.

## Storia

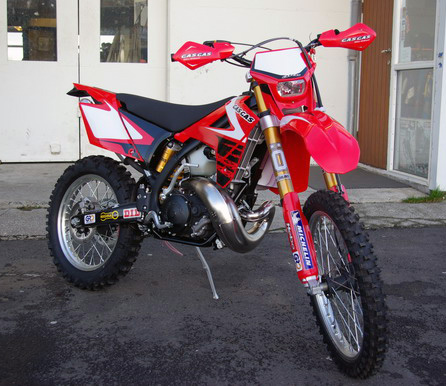
Una Gas Gas EC 300 del 2009.

Agli albori, quella che oggi è la Gas Gas era solamente l'importatore della casa italiana SWM per la Spagna.
In seguito al fallimento dapprima della SWM e poi della sua erede tecnica SVM, l'importatore chiese ai proprietari della casa italiana di poter utilizzare i fondi di magazzino degli ultimi modelli TL, ossia telaio ed altre parti, per poter costruire in proprio delle moto da trial, con motori di altra marca.
Era il 1985 e la sua prima moto fu la Halley 327, equipaggiata con un motore Villa. Solo 7 anni dopo Gas Gas vinse il suo primo mondiale di trial, con Jordi Tarres.
L'azienda, che ha sede a Salt (nelle vicinanze di Gerona), ha solo in seguito ampliato la sua produzione anche a modelli destinati al motocross, all'enduro e al supermotard, ed infine alla costruzione di quadricicli quad.
Nel gennaio del 2014 la OSSA e la Gas Gas si sono unite, in modo da abbattere i costi di gestione, pur rimanendo due marchi distinti.
Dal 2019 il marchio è controllato da KTM.

## Motomondiale
Nel 2021 il marchio spagnolo fa il suo esordio nella classe Moto3 del motomondiale. Vengono infatti schierate dall'Aspar Team due KTM RC 250 GP rimarchiate Gas Gas. La coppia di piloti scelta per la stagione d'esordio è composta da Sergio García e dall'esordiente Izan Guevara. La stagione si rivela positiva, García rimane in corsa per il titolo per buona parte del campionato e chiude terzo con tre vittorie all'attivo. Guevara vince in suo primo Gran Premio in Texas chiudendo all'ottavo posto. Tra i costruttori Gas Gas si classifica al terzo posto mentre Aspar si posiziona al secondo posto nella classifica a squadre.
Nel 2022 Aspar, unico team GasGas, si schiera con la stessa coppia di piloti dell'anno precedente. La stagione risulta ricca di successi in quanto Izan Guevara conquista il titolo piloti con due gare d'anticipo sul termine del campionato, vincendo il Gran Premio d'Australia; Sergio García si classifica al secondo posto. Oltre ai primi due posti nella classifica piloti arriva anche il titolo costruttori ed il primo posto nella classifica a squadre. Nel 2023, alla luce del passaggio in Moto2 di entrambi i piloti 2022, il team si schiera con una nuova coppia di pilotiː Ryusei Yamanaka e l'esordiente David Alonso. Alonso conquista la prima vittoria in Gran Bretagna e rimane in corsa per il titolo fino agli ultimi Gran Premi; al termine del campionato chiude terzo, e miglior esordiente. GasGas è quarta tra i costruttori.
Il 2024 vede la presenza di Gas Gas in Moto3 con le due motociclette del team Tech 3: i piloti titolari sono Daniel Holgado ed il debuttante australiano Jacob Roulstone. La stagione inizia nel migliore dei modi per lo spagnolo che riesce ad ottenere un secondo posto sia in Qatar che ad Austin, mentre in Portogallo centra la vittoria. L'annata prosegue poi con costanti piazzamenti in zona punti tra alti e bassi. Holgado chiude in seconda posizione in Francia ed a Misano, oltre ad un terzo posto in Austria. La stagione si conclude per Gas Gas con Holgado vice-campione del mondo e Roulstone quindicesimo, mentre non bastano gli otto podi stagionali per evitare la quinta ed ultima posizione nella classifica costruttori. Contestualmente alla Moto3 il costruttore spagnolo è presente, sempre con Tech3, in MotoGP sebbene in questo caso solo come Title Sponsor.

## Modelli
- Gas Gas EC
- Gas Gas MC
- Gas Gas SM
- Gas Gas TXT